# Türkvizyon Song Contest
Türkvizyon Song Contest var en årlig sångtävling som skapades av TÜRKSOY i samarbete med den turkiska musikkanalen TMB TV. Baserat på liknande format i Eurovision Song Contest, Türkvizyon var främst inriktat på deltagande turkiska länder och regioner.
Den första upplagan hölls i december 2013 i Eskişehir, Turkiet där 24 länder deltog. Detta genom en semifinal där alla länder måste kvala sig till final, även värdlandet. Och en final där vinnaren korades.
Tävlingen ställdes in åren 2016-2019. Orsaken till detta är oklart men kan bero på de oroligheter som inträffat i regionen samt problem med arrangemanget. Tävlingen återupptogs 2020 och var även tänkt att genomföras 2021, men detta blev aldrig av. Någon ny tävling har inte ägt rum sedan 2020.

## Deltagare

Har deltagit mer än en gång.
Har funnits planer på deltagande.
Skulle deltagit, men dragit sig ur.

I den första upplagan deltog 24 länder. Lista på länder eller områden som deltagit:
- Altajrepubliken
- Azerbajdzjan
- Basjkirien
- Vitryssland
- Bosnien och Hercegovina
- Moldavien-Gagauzia
- Georgien
- Khakassien
- Turkmen Irak
- Karatjajen-Tjerkessien och Kabardinien-Balkarien
- Kazakstan
- Kemerovo
- Kirgizistan
- Krim
- Kosovo
- Nordcypern
- Makedonien
- Uzbekistan
- Rumänien
- Jakutien
- Tatarstan
- Tuvarepubliken
- Turkiet
- Ukraina

## Vinnare år för år
| År   | Vinnare      | Låt                     | Sångare/Grupp     | Språk           | Poäng | Skillnad | Andra land | Datum            | Värd               | Not              |
| ---- | ------------ | ----------------------- | ----------------- | --------------- | ----- | -------- | ---------- | ---------------- | ------------------ | ---------------- |
| 2013 | Azerbajdzjan | Yaṣa                    | Fərid Həsənov     | Azerbajdzjanska | 210   | 5        | Belarus    | 21 december 2013 | Eskişehir, Turkiet |                  |
| 2014 | Kazakstan    | İzin Körem (Ізін көрем) | Zjanar Duğalova   | Kazakiska       | 225   | 24       | Tatarstan  | 21 november 2014 | Kazan, Tatarstan   |                  |
| 2015 | Kirgizistan  | Kim Bilet (Ким билет)   | Jiidesh İdirisova | Kirgisiska      | 194   | 9        | Kazakstan  | 19 december 2015 | Istanbul, Turkiet  |                  |
| 2016 |              |                         |                   |                 |       |          |            |                  | Istanbul, Turkiet  | Avbröts          |
| 2017 |              |                         |                   |                 |       |          |            |                  | Astana, Kazakstan  | Avbröts          |
| 2018 |              |                         |                   |                 |       |          |            |                  | -                  | Genomfördes inte |
| 2019 |              |                         |                   |                 |       |          |            |                  | -                  | Genomfördes inte |
| 2020 | Ukraina      | Tikenli Yol             | Natalie Papazoglu | Gagauziska      | 226   | 22       | Sacha      | 20 december 2020 | Istanbul, Turkiet  | Online           |